# Karin Booth

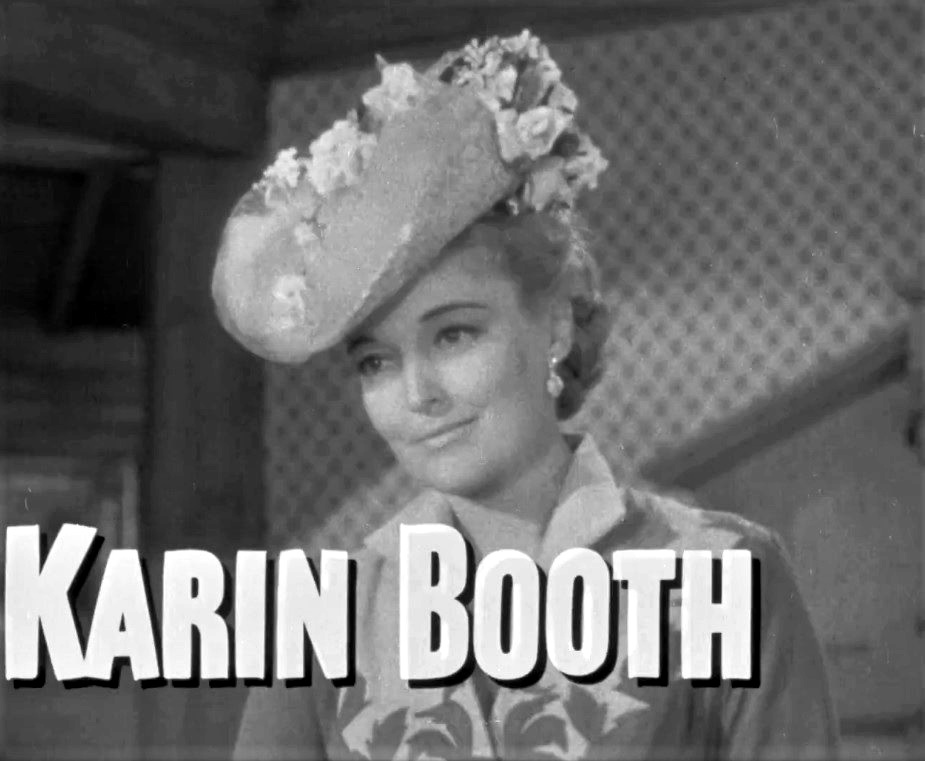
Karin Booth w The Cariboo Trail (1950)

Karin Booth, właściwie June Francis Hoffman (ur. 19 czerwca 1916 w Minneapolis, zm. 27 lipca 2003 w Jupiterze) – amerykańska aktorka filmowa i telewizyjna.

## Życiorys
Rozpoczynała karierę jako modelka i chórzystka. W 1941 podpisała kontrakt z Paramount Pictures pod scenicznym nazwiskiem Karin Booth, którego używała w całej karierze aktorskiej. Występowała w wielu filmach, m.in. w Tańcu nieukończonym (1947), Big City (1948), The Cariboo Trail (1950) czy Tobor the Great (1955).
Jej mężem był sportowiec Allan Pinkerton Carlisle, z którym miała dwóch synów. Przeszła na emeryturę w 1964 i mieszkała w Jupiterze na Florydzie, gdzie zmarła 27 lipca 2003 w wieku 87 lat.

## Filmografia
Źródło: 
- Taniec nieukończony (1947)
- Big City (1948)
- My Foolish Heart (1950)
- State Penitentiary (1950)
- The Cariboo Trail (1950)
- Cripple Creek (1952)
- Charge of the Lancers (1954)
- Tobor the Great (1954)
- African Manhunt (1955)
- Top Gun (1955)
- Alfred Hitchcock przedstawia (odc. „Last Request”, 1957)
- The World Was His Jury (1958)
- Ukochany niewierny (1959)
- This Is the Life (odc. „Test of Love”, 1964)